# Dolichosybra annulicornis
Dolichosybra annulicornis är en skalbaggsart som beskrevs av Stefan von Breuning 1942. Dolichosybra annulicornis ingår i släktet Dolichosybra och familjen långhorningar. Inga underarter finns listade i Catalogue of Life.